# Ilo (figlio di Troo)
Ilo (in greco antico: Ἶλος?, Ílos) è un personaggio della mitologia greca. Fu fondatore e re della città di Troia.

## Genealogia
Figlio di Troo, e di Calliroe sposò Euridice (che Igino chiama Leucippe) che lo rese padre di Laomedonte, Temiste e Telecleia (Τηλέκλεια).
Ditti Cretese e Ovidio aggiungono come figlio Titone, che tuttavia è in genere ritenuto figlio di Laomedonte e quindi nipote di Ilo.

## Mitologia
Fondò la città di Troia (anche detta Ilio, dal nome del suo fondatore), di cui divenne re. Tale città, secondo alcuni ricercatori moderni, sarebbe da associarsi a quella di Wilusa.

### Ilio e il Palladio
Recatosi in Frigia, Ilo partecipò ai giochi organizzati dal sovrano di quel regno. Vinse nelle gare di lotta e ricevette in premio cinquanta giovani e altrettante vergini. Inoltre il sovrano, in ottemperanza a un oracolo, gli diede una mucca chiazzata, chiedendogli di fondare una città nel luogo in cui la mucca si fosse fermata a riposarsi. Ilo fece quanto richiestogli e la mucca si fermò a brucare l'erba sulla stessa collina dove tempo prima era caduta la dea Ate. Ilo si rivolse allora a Zeus chiedendogli un segno, quando vide davanti a sé il Palladio, una statua lignea che era stata scagliata dal cielo dalla dea Atena e lì era caduta. La statua, alta tre cubiti e a piedi uniti, aveva una lancia nella mano destra, mentre nell'altra reggeva una rocca ed un fuso. Ilo decise allora di costruire in quel luogo un tempio alla dea Atena per onorarla. Va tuttavia precisato che Ilo dopo aver visto il Palladio era rimasto cieco (poiché nessun mortale poteva guardarlo) e aveva dovuto fare delle offerte ad Atena per riacquistare la vista.
Secondo Ditti Cretese, il Palladio cadde dal cielo quando Ilo aveva già iniziato la costruzione di un tempio ad Atena, ma l'edificio era ancora privo del tetto. Così il Palladio cadde direttamente all'interno dell'edificio sacro.

### Il regno e le città
Alla morte del padre di Ilo, Troo, re di Dardania, Ilo decise di regnare su Troia, cedendo il titolo di sovrano della Dardania al fratello Assarco. Così il popolo troiano fu diviso in due regni.
Durante il suo regno Ilo espulse Tantalo dalla Paflagonia, a causa della sua condotta verso gli dei. Per questo motivo Pelope (figlio di Tantalo) invase la Lidia con un esercito, fu però sconfitto e ricacciato in Grecia.
Alla morte di Ilo, il figlio Laomedonte divenne il nuovo re dei troiani, riunificando i due popoli che erano stati divisi. I troiani costruirono allora per Ilo un grande tumulo di fronte alle porte della sua città.